# 河滨大楼
河滨大楼（英語：Embankment House），即河滨公寓，位于上海市虹口区北苏州路400号，1931年开工建设，1935年落成，因临上海苏州河而得名。原为沙逊洋行产业，现除部分楼层外，均为居民用房。1994年2月15日，河滨大楼被上海市政府确定为第二批上海市优秀历史建筑。

## 历史
河滨大楼位于河南路桥北堍东侧，最初该地区为宝顺洋行买办徐润拥有。1883年，适逢中法战争爆发，期间作为中国税收重地的上海银根极为紧缺。而徐润也因此陷入资金周转的问题，为此其向香港火烛有限公司借银20万两。但事后，徐润却无力偿付所有本利和，在此情况下，徐润挂牌95000两白银，出售苏州河北的二十八亩土地，沙逊洋行出资购入。此后，沙逊洋行在此兴建新式居民区宝康里，直至1931年。
1931年，沙逊洋行拆除原有居民区，兴建公寓式楼宇。聘请公和洋行设计、新中营造厂建造，历时4年完成。建成之初，该公寓主要面向英美等西欧侨民出租。1941年太平洋战争爆发后，日本侨民成为主要承租对象。1945年，抗战胜利后，一些美国影业机构进入上海，租赁河滨大楼的部分房屋作为驻沪机构，包括哥伦比亚影业公司、美国电影协会等著名机构。1949年以后，河滨大楼底层曾为上海市第一人民医院租用作为门诊部使用，后迁出。目前其底层和二层临河的部分房屋为上海电信的旗下相关企业使用。2022年2月9日，河滨大楼修缮工程单体、内部公用部位及室外环境改造已基本完成。

## 建筑式样及布局
河滨大楼占地约7000平米，呈S型，是上海建筑面积最大的一座美国公寓式大楼，为现代实用主义风格。墙体采用大块防火石棉砖，房间内部敷设硬木细条拼花地板。大楼原高八层，1978年后，部分位置增筑至11层，内部共有高级套房282套，办公用房126间，顶部配有长15.5米，宽9米，深2.1米的露天泳池。整幢大楼共设有11个出入口，配有9部电梯，7处楼梯，另外还具有完善的独立供暖系统和独立卫浴设备。